# 羅曼尼夫卡 (別爾哥羅德-德涅斯特羅夫斯基區)
46°5′49″N 29°58′6″E / 46.09694°N 29.96833°E
羅馬尼夫卡（羅馬化：Romanivka）是位於烏克蘭西南部的村莊，由敖德萨州裡比爾霍羅德-德涅斯特羅夫斯基區的馬拉茲利伊夫卡市鎮負責管轄。該村始建於1824年，面積0.36平方公里，2020年人口8，人口密度每平方公里263.89人。
Почему только 8 жителей отметили юбилей села в Белгород-Днестровском районе （页面存档备份，存于）
1. ↑  Editor. . Интернет-газета "Топор". 2020-09-28  [2024-08-29] （ru-RU）.